# Apprendimento collaborativo
L'apprendimento collaborativo (Collaborative learning) è una modalità di apprendimento che si basa sulla valorizzazione della collaborazione all'interno di un gruppo di allievi.

## Descrizione
L'apprendimento collaborativo, secondo la definizione di Anthony Kaye si ha quando esiste una reale interdipendenza tra i membri del gruppo nella realizzazione di un compito, un impegno nel mutuo aiuto, un senso di responsabilità verso il gruppo e i suoi obiettivi. Questa modalità di apprendimento si basa su attività di comunicazione, sincrona o asincrona.
Le tecniche di comunicazione asincrona comprendono per esempio lo scambio di e-mail o l'uso di aree on-line per la discussione e il lavoro di gruppo. Con queste ultime gli studenti possono accedere a dei materiali comuni, come file, software e oggetti multimediali e possono collaborare allo svolgimento di compiti assegnati o progetti, con una certa libertà rispetto a quando e dove occuparsene.

Tipicamente, la collaborazione asincrona è facilitata da un docente. O meglio, il docente non è presente in tempo reale per dare supporto agli studenti, ma interagisce con loro attraverso l'email e i database condivisi. Anche la correzione dei compiti, la valutazione dei progetti e il controllo degli esercizi possono essere effettuati con la stessa modalità.
La collaborazione in tempo reale o sincrona permette invece un contatto simultaneo tra docenti e studenti oltre al contemporaneo accesso ai contenuti messi a disposizione.
La collaborazione sincrona tipicamente è condotta dal docente, per esempio in un ambiente di aula virtuale. 
Il docente guida gli allievi attraverso uno studio interattivo on-line, che può comprendere condivisione di lavagne, condivisione di applicazioni, "alzata di mano" elettronica, funzioni di chat audio e video in diretta sulla rete.
Nei contesti collaborativi di fondamentale importanza è il tutor, una figura di mediazione tra il docente e gli studenti. Compito del tutor è quello di organizzare, facilitare e monitorare lo svolgimento delle attività didattiche e il clima di collaborazione. Per le sue valenze numerose istituzioni dell'educazione formale inseriscono fasi di apprendimento collaborativo all'interno del proprio progetto educativo.